# Robert Swinhoe
Robert Swinhoe (1836 – 1877), va ésser un diplomàtic i ornitòleg anglès del segle xix.
Va néixer dins una família amb una tradició de diverses generacions servint als interessos britànics a l'Índia. El seu pare va ser advocat a l'Índia, i almenys dos dels seus germans vivien a l'Índia: un germà es va convertir en coronel a l'Índia, i una germana es va casar amb W.H.Pedder, oficial del servei diplomàtic britànic.
El seu germà, el Coronel Charles Swinhoe, va ser membre fundador de la Societat d'Història Natural de Bombay, a l'Índia.

## Vida
Swinhoe va néixer l'1 de setembre de 1836 a Calcuta, Índia. Tot i que no se sap exactament la data de la seva arribada a Anglaterra, se sap que l'any 1852 es va matricular al King's College de Londres i l'any següent a la Universitat de Londres. El 1854, encara com a estudiant a la Universitat de Londres, Swinhoe va superar l'examen d'ingrés en el servei consular britànic.
De seguida es va retirar de la universitat i va prendre el càrrec d'intèrpret supernumerari durant un any a Hong Kong, on hi va arribar el 13 d'abril de 1854. Durant la seva estada a Hong Kong, Swinhoe va estudiar l'idioma xinès, però també va donar un gir a la seva carrera estudiant rigorosament la història natural xinesa.
El 1855 va ser traslladat al llunyà port de Amoy (Xiamen), a unes 300 milles al nord-est de Hong Kong, com a segon assistent. Mentre va estar destinat en aquest port, va acabar d'assolir un gran domini de la llengua xinesa (tant el mandarí oficial com el dialecte local Hokkien).
El març de 1856, Swinhoe va fer el seu primer viatge a l'illa de Formosa a bord d'una lorcha (un vaixell híbrid que feia servir casc europeu i aparell xinès). Es desconeix si es tractava d'un visita oficial o personal, però va fer menció d'aquest viatge en diverses ocasions, a les seves publicacions, al llarg de la seva vida.
Durant la seva estança a Amoy, va conèixer, cortejar i, finalment el 1857, es va casar amb Christina Stronach, filla d'un missioner escocès. Als mesos de juny i juliol de 1858 va participar com a traductor en la circumnavegació de Formosa a bord del HMS Inflexible en la recerca de nàufrags britànics i americans, sota el lideratge del Comandant Brooker. Hi havia rumors de què els aborígens tenien retinguts els senyors Smith i Nye, dos mariners que haurien sobreviscut el 1847 a un naufragi al nord de Formosa. Les seves cerques, que van suposar-li prendre part en diverses expedicions a peu per l'illa i treballar en cooperació amb l'intendent de Formosa, no van tenir èxit. Durant el viatge, Swinhoe va tenir l'oportunitat de registrar i capturar una sèrie de nous espècimens. Després del seu retorn a la Xina continental, va ser convidat a donar una xerrada en la reunió del 20 de juliol de la branca de Xanghai de la Reial Societat Asiàtica en relació amb el viatge.
Després de servir breument com a intèrpret a la 2a Divisió de les forces aliades al nord de la Xina durant la Segona Guerra de l'Opi, sota el comandament del Major Garnet Wolseley i, posteriorment, del Comandant en Cap Sir Hope Grant el 1860, Swinhoe va ser nomenat primer funcionari consular britànic a Formosa. Va viatjar a Formosa a bord del canoner Cockchafer i va arribar a Takao amb un assistent, George Braun, i un seguici de funcionaris xinesos a principis de 1861. A continuació va viatjar per terra fins a Taiwanfoo, on hi va instal·lar un consolat provisional al temple de Funshin, fora de les muralles de la ciutat. Encara que Swinhoe era només vicecònsol, es va conferir a si mateix el títol de "cònsol en funcions" amb la finalitat d'obtenir el respecte de l'intendent local i aconseguir una casa dins de les muralles de la ciutat. El 10 de juliol de 1861 es va inaugurar oficialment el consolat. A finals de 1861, va traslladar el consolat a Tamsui amb la finalitat de fomentar el comerç. Poc després, el 10 de maig de 1862, Swinhoe va emmalaltir i va tornar a Anglaterra amb una llicència especial per malaltia.
Mentre va ser a Anglaterra, Swinhoe va estar molt actiu. Va visitar nombrosos naturalistes i va donar una sèrie de conferències per a grups com la Societat Etnològica de Londres, l'Associació Britànica i la Reial Societat Geogràfica. Durant aquest permís, Swinhoe també es va dirigir al Ministeri d'Afers Exteriors per suggerir-los l'ús de l'est de Formosa com una destinació pels condemnats britànics. El febrer de 1864, va retornar a l'illa de Formosa per tornar a emprendre les seves funcions de vicecònsol.
Swinhoe va estar originalment establert a Taiwanfoo, però ràpidament es va traslladar a Takao, on va ser ascendit a cònsol el 4 de febrer de 1865 i va servir allà fins a la primavera de 1866. Durant aquest temps, Swinhoe actuar simultàniament com a cònsol de la Gran Bretanya, Prússia, Dinamarca i Portugal.
El 1866, Swinhoe es va traslladar a Amoy per ocupar temporalment un lloc vacant, mantenint al mateix temps la seva autoritat sobre els assumptes consulars britànics a Formosa. Swinhoe es va mantenir en aquest lloc fins a 1868, quan va fer una gira per l'illa de Hainan, a l'abril, i va viatjar breument a Formosa, d'on va tornar gairebé immediatament per assistir a un judici d'assassinat a Amoy del 21 al 24 de desembre de 1868. Swinhoe va resultar decisiu alhora de capturar els xinesos sospitosos, que van ser acusats d'assassinat per motius xenòfobs i anticristians, i sentenciats a mort.
Després d'un viatge remuntant el riu Iang-Tsé fins a Chongqing, a la província de Sichuan, per determinar la navegabilitat del riu amb vaixells de vapor, Swinhoe va tornar de nou a Anglaterra amb permís per malaltia. Aquesta vegada a través del Japó, San Francisco, i el ferrocarril americà. Va arribar a Londres a finals de setembre de 1869, i s'hi va estar 18 mesos.
Al maig de 1871, després del seu retorn a la Xina, va ser nomenat cònsol en funcions de Ningpo. A principis de 1873 es va veure forçat a deixar Ningpo, a causa d'una mena de paràlisi, i va ser destinat a Chefoo, al golf Petxili (actualment mar de Bohai), a l'abril d'aquell mateix any. Posteriorment va patir el seu tercer atac cerebral i es va veure obligat a tornar a Anglaterra, i a retirar-se del servei exterior el 1875. La salud de Swinhoe no va millorar a Anglaterra, i finalment a va morir el 28 d'octubre de 1877 a l'edat de 41 anys, presumiblement de sífilis.

## Estudis científics

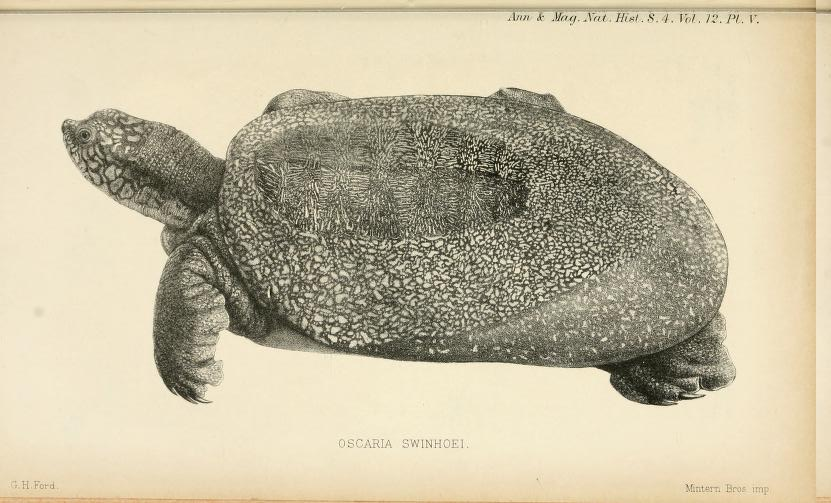
Rafetus swinhoei enviada per Robert Swinhoe a John Edward Gray al Museu Britànic

El 1854, Swinhoe va mostrar els primers signes del seu interès per la zoologia presentant una petita col·lecció d'ocells britànics, nius i ous al Museu Britànic.
Durant la seva estança a Amoy, va iniciar un estudi minuciós de les aus de la part oriental de la Xina i va criar un gat de Bengala, un pangolí, un gran duc i falcons joves a la seva residència.
En el seu primer viatge a Formosa, va catalogar, com a mínim, 93 nous ocells i 17 mamífers, els quals encara avui en dia són espècimens vigents.
Mentre va viure a la Xina, va dedicar el seu temps lliure a recollir espècimens d'éssers vius, i com la zona no havia estat oberta anteriorment per als occidentals, moltes van resultar ser espècies noves per la ciència. Com que principalment era ornitòleg, molts dels seus nous descobriments van ser ocells, però també va trobar nous peixos, mamífers e insectes.
El 1862 va tornar a Anglaterra amb la seva col·lecció i molts dels ocells van ser dibuixats per primer cop en el llibre de 1863 titulat Ocells d'Asia (originalment Birds of Asia), obra de John Gould.
Swinhoe va adoptar les idees de Darwin i el 1872 va nomenar unes espècies (en l'actualitat unes subespècies) de faisà (Pucrasia macrolopha darwini).
En els seus viatges va recollir tant animals vius com mostres i regularment els enviava al Zoo de Londres. El primer cérvol del Pare David que va arribar a Europa el va enviar ell.
Un cop va tornar definitivament a Anglaterra, va continuar publicant escrits des de la seva llar a Chelsea i la seva última col·laboració a The Ibis va ser la descripció d'un nou gènere i espècie d'ocell, Liocichla steerii.

## Obra literària
El 1856, poc després de tornar del seu viatge a l'illa de Formosa, juntament amb alguns amics estrangers, va fundar la Societat Científica i Literària d'Amoy. En el seu discurs inaugural del 17 de novembre, Swinhoe va llegir el seu primer document publicat:A Few Remarks on the Fauna of Amoy (en català, Algunes observacions sobre la fauna d'Amoy).
La Segona Guerra de l'Opi, campanya en la que Swinhoe va participar, va donar lloc al llibre, The North China Campaign of 1860 (Londres, 1861), on l'autor hi explica la seva versió dels fets.
Va publicar regularment al The Ibis (una publicació científica especialitzada en ornitologia) després del 1860 i més tard al Proceedings of the Zoological Society of London (actualment anomenat Journal of Zoology) de la Societat de Zoologia de Londres.
Cal destacar dos articles que inclouen extenses llistes d'espècies asiàtiques:
- A Catalogue of Birds of China (més de 500 espècies).
- The Ornithology of Formosa or Taiwan (201 espècies).

## Llegat
Philip Sclater (zoòleg anglès cofundador de The Ibis) el va descriure com un dels naturalistes més laboriosos i amb més èxit en l'exploració que han viscut mai i després de la seva mort, Alfred Russel Wallace va escriure gràcies als esforços del senyor Swinhoe... és probable que de cap altra part del món (excepte Europa, Amèrica del Nord i l'Índia britànica), tinguem un coneixement més gran i precís dels vertebrats de sang calenta del que tenim dels districtes costaners de la Xina i les seves illes.
La seva col·lecció de 3700 espècimens va ser comprada per Henry Seebohm i posteriorment va ser llegada al Museu de Liverpool. Un gran nombre d'espècies van ser catalogades després de la mort de Swinhoe, incloent-hi el Petrell de Swinhoe, que ell mateix va descriure per primera vegada el 1867.

## Honors
- Membre de la Reial Societat Asiàtica de la Xina (1860)
- Membre de la de Bengala (1861)
- Membre de la branca del nord de la Xina de la Reial Societat Asiàtica (1861)
- Membre vitalici Societat Zoològica de Londres (1862)
- Membre de la Reial Societat Geogràfica (1863)
- Membre de la Societat Etnològica de Londres (1863-64)
- Membre de la Societat Reial(1876)